# Gilo

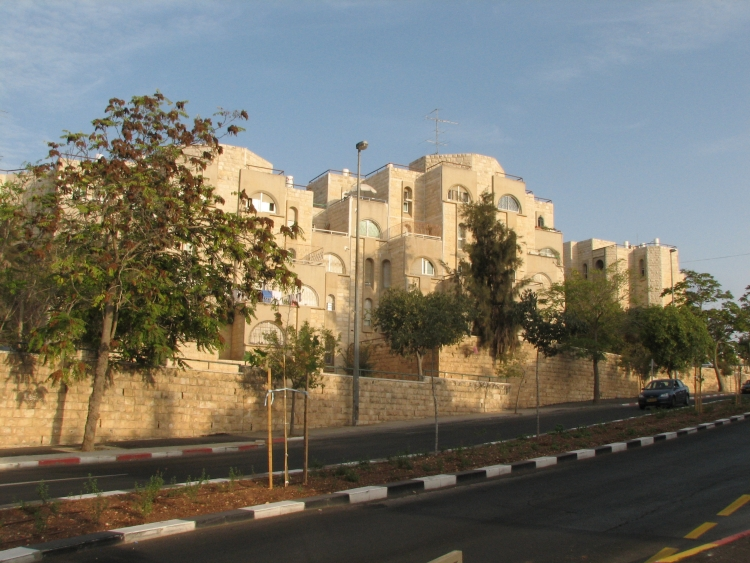
Ulice ve čtvrti Gilo

Gilo (hebrejsky: גילֹה) je izraelské sídlo ve východním Jeruzalémě, považované Organizací spojených národů za osadu, zatímco Izraelem považované za jeruzalémskou čtvrť. Podobně ho často označují americká média.

## Dějiny
Během války za nezávislost umístila egyptská armáda v Gilu své dělostřelectvo a těžce ostřelovala západní Jeruzalém. Pokus o postup na Jeruzalém z Gila byl však v intenzivní bitvě překažen. Kibuc Ramat Rachel severně od Gila celkem třikrát změnil stát, pod který spadal, zatímco Gilo zůstalo po roce 1967 na druhé straně zelené linie.
Část zdejších pozemků byla vlastněna židovskými institucemi před válkou za nezávislost, zatímco palestinsko-arabské zdroje tvrdí, že více než 2700 dunamů bylo zkonfiskováno od vesnic Bajt Džalá, Bejt Safafa a Šarafat.

## Geografie

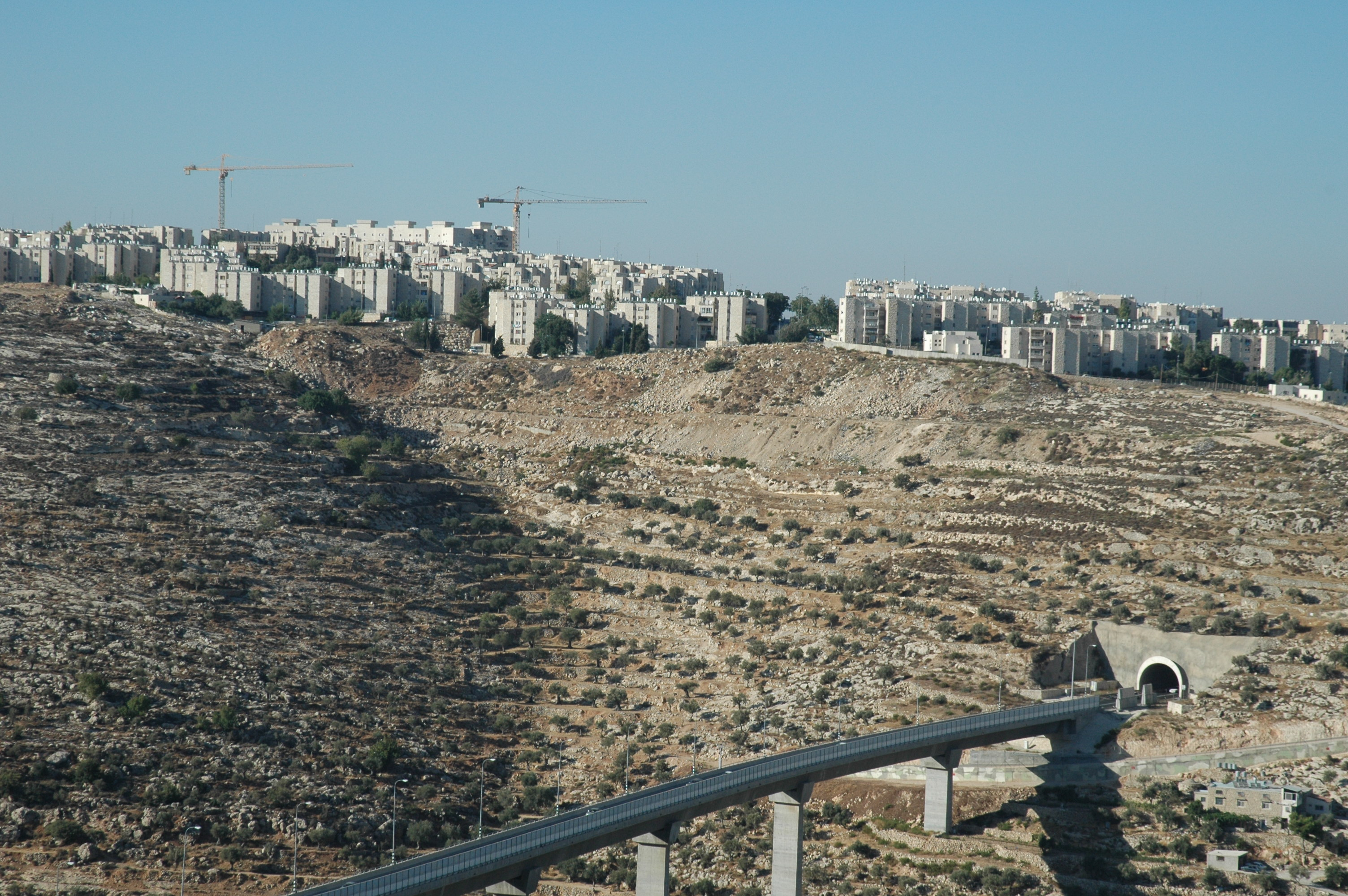
Pohled na Gilo z Bajt Džaly

Gilo se nachází na kopci v jihozápadním Jeruzalémě a od Bajt Džaly je oddělen hlubokou roklí. Na východ pod Gilo probíhají dálniční tunely do Guš Ecionu a na sousedním vrcholu se nachází osada Har Gilo. Bejt Safafa a Šarafat se nachází severně od Gilo, zatímco Betlém se nachází směrem na jih.

## Biblické Gilo
Biblické město Gilo je zmíněno v knize Jozue (Joz 15, 51 (Kral, ČEP)) a 2. knize Samuelově (2S 15, 12 (Kral, ČEP)) Někteří badatelé se domnívají, že biblické Gilo se nacházelo v centrální části hebronské pahorkatiny, zatímco název moderního sídla bylo zvoleno díky blízkosti k Bajt Džale, možná díky zkomolenině názvu Gilo. Město Gilo v jihozápadní části kopcovité země Judy (Joz 15:51) bylo rodištěm Achitofela (Joz 15:51, 2 Sam 15:12) a zároveň i místem kde spáchal sebevraždu (17:23). Biblické Gilo bylo identifikováno s Kurbet Džala, zhruba 11,2 kilometru severně od Hebronu.

## Status
Gilo se nachází za zelenou linií z roku 1967. Podle organizace HonestReporting není Gilo „osadou“ v nejširším významu tohoto termínu a uvádí, že pod termínem osada se představuje „obraz izolované enklávy na Západním břehu.“ Gilo leží uvnitř jeruzalémské městské hranice a je geograficky navazující na sousední židovské čtvrti, které existovaly již před šestidenní válkou. Některá média, jako například The New York Times, The Washington Post, CNN, Associated Press, Boston Globe a CBS News označují Gilo jako „čtvrť.“ V memorandu, kterým vedení CNN instruovalo své reportéry, se uvádí: „zmiňujeme Gilo jako židovskou čtvrť na předměstí Jeruzaléma (…) nezmiňujeme jej jako osadu.“ Někteří reportéři CNN s takovým pokynem vyjádřili nesouhlas, zpravodaj listu The Independent k tomu řekl, že za rozhodnutím CNN byl tlak židovské lobby. V roce 2011 CNN označuje Gilo nejčastěji za „spornou čtvrť Jeruzaléma“. Vláda Spojených států původně označovala Gilo jako čtvrť, později se ústy ministryně zahraničí Condoleezzy Riceové odpovědi na konkrétní klasifikování Gila a dalších částí východního Jeruzaléma vyhnula. To však nepovažují za přesné palestinští Arabové a propalestinské organizace. Jiná média, jako například BBC, AFP, Reuters a The Economist popisují Gilo jako „osadu“ ve východním Jeruzalémě.

## Ostřelování

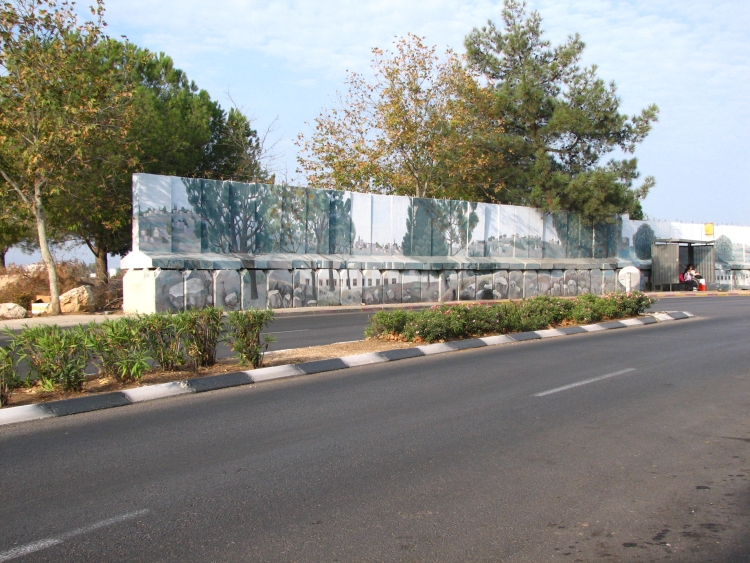
Betonová zeď postavená jako štít před palestinskými střelci, kteří Gilo ostřelovali

V letech 2000 až 2002, během prvních dvou let druhé intifády, bylo zaznamenáno přes 400 případů, kdy bylo Gilo ostřelováno z Bajt Džaly. Přestože je Bajt Džalá převážně křesťanská, byla infiltrována střelci z militantní frakce Fatahu, známé jako Tanzim, kteří se údajně rozmístili při křesťanských domech a kostelech s cílem, že izraelská opětovná palba by mohla poškodit křesťanské stavby.
Střelba byla prováděna jak z ručních zbraní tak z minometů. Došlo ke zranění mnoha civilistů a domy směrem k Bajt Džalá utrpěly rozsáhlé poškození, kvůli kterému je museli jejich majitelé opustit. Izraelská vláda nakonec nechala před těmito domy postavit betonovou bariéru. Střelba úplně přestala až po izraelské operaci Obranný štít.

## Školy a instituce
V březnu 2008 bylo v Gilo otevřeno centrum pro autistické děti Bejt ha-Or. Nachází se zde také domov Ilan pro handicapované lidi. V Gilo se nachází celkem 35 synagog. V roce 2009 zavedlo zdejší komunitní centrum, které patří mezi největší v Izraeli, nový hybridní vodní ohřívací systém, který šetří energii a výrazně snižuje znečištění.

## Archeologie
Během výstavby Gilo objevili archeologové pod nákupním centrem Rechov Haganenet pevnost a zemědělské nástroje z dob Šalamounova chrámu. Mezi Kanadským kopcem a parkem pak odkryli pozůstatky statku a náhrobků z dob druhého Chrámu. Na různých místech pak byly nalezeny pozůstatky z římského a byzantského období.

## Demografie
Žije zde celkem 40 000 obyvatel, což činí z Gilo jednu z největších jeruzalémských čtvrtí. Podle jiného zdroje je populace nižší, ale s více než 25 000 obyvateli rovněž jde o jedno z nejvýznamnějších sídlišť na okraji města. Plocha této městské části dosahuje 2859 dunamů (2,859 kilometru čtverečního).
| Rok            | 2000   | 2002   | 2003   | 2004   | 2005   | 2006   | 2007   | 2008   |
| -------------- | ------ | ------ | ------ | ------ | ------ | ------ | ------ | ------ |
| Počet obyvatel | 27 637 | 27 569 | 27 425 | 27 309 | 27 258 | 27 173 | 27 087 | 26 929 |